# Aphilopota kitalensis
Aphilopota kitalensis är en fjärilsart som beskrevs av Louis Beethoven Prout 1954. Aphilopota kitalensis ingår i släktet Aphilopota och familjen mätare. Inga underarter finns listade i Catalogue of Life.